# Nyodes nigra
Nyodes nigra är en fjärilsart som beskrevs av François Louis Nompar de Caumont de Laporte 1970. Nyodes nigra ingår i släktet Nyodes och familjen nattflyn. Inga underarter finns listade i Catalogue of Life.